# Петар Манола
Петар Манола (Јајце, 28. фебруар 1918 — Рим, 1. јануар 2004) је бивши југословенски фудбалер, тренер и један од значајнијих играча Славије из периода Краљевине Југославије.
Своју фудбалску каријеру почео је у сарајевској Славији, гдје је играо на позицији лијевог крила, у периоду од 1931—1936. године, а 1933. године постао првотимац. 1936. године прелази у БСК, гдје се прославио и 1939. године освојио титулу првака Краљевине Југославије. Поред фудбала, бавио се атлетиком и кошарком, и био је веома успјешан у тим спортовима.
После сусрета БСК - БАСК септембра 1942, напустио је Југославију и прво играо за ФК Лацио (1942—1943), затим у Француској за ФК Олимпик, Ред Стар Париз и Стаде Франгаис Париз, да би се поново вратио у ФК Лацио (1945—1947). На крају каријере играо је и за ФК Наполи (1948—1949) и трећелигаша ФК Беневенто (1950—1951). Као дипломирани љекар - стоматолог остао је да живи у Напуљу. Играчку каријеру је завршио 1956. године.
За репрезентацију Краљевине Југославије одиграо је 9 утакмица у периоду од 1939—1941. Дебитовао је 7. маја 1939. против Румуније (0:1) у Букурешту за Куп пријатељских земаља, а од националног тима опростио се 23. марта 1941. на пријатељској утакмици против Мађарске (1:1) у Београду - последњој пред Други свјетски рат 1941, након чега је напустио Југославију.
Умро је у Риму, 1. јануара 2004. године.